# Talib Rasul Hakim
Talib Rasul Hakim, född 8 februari 1940 i Asheville, North Carolina, död 31 mars 1988 i New Haven, Connecticut, var en amerikansk kompositör. Han studerade vid Manhattan School of Music, vid New York College of Music, och vid New School for Social Research. Hans lärare var bland andra Ornette Coleman, Morton Feldman, Hall Overton, Robert Starer, Jay Sydeman och Chou Wen-Chung. Han komponerade mycket kammarmusik för blåsinstrument, men även orkestermusik, pianomusik och vokalverk.

## Valda kompositioner
- Peace-Mobile för blåskvintett (1964)
- Contours för oboe, fagott, valthorn, trumpet, trombon och piano (1966)
- Roots and Other things för flöjt, klarinett, trombon, piano och slagverk (1967)
- Placements för piano och fem slagverkare (1970)
- Sketchy Blue-bop för jazzband (1973)
- Quote-Unquote för tenor, oboe, trumpet och slagverk (1983)